# Costumes of Technocracy
Costumes of Technocracy – album studyjny polskiej grupy muzycznej Thy Disease. Wydawnictwo ukazało się 14 lutego 2014 roku nakładem wytwórni muzycznej Mystic Production. Na płycie gościnnie wystąpił Adrian „Covan” Kowanek, którego partie wokalne zostały przeniesione tu z przełomu 2005 i 2006 roku („MK ultra”).

## Lista utworów
Opracowano na podstawie materiału źródłowego.
1. „Slave State” (sł. Tim Zambra, muz. Thy Disease) – 03:27
2. „Muted Scream” (sł. Artyom Serdyuk, muz. Thy Disease) – 03:34
3. „Costumes of Technocracy” (sł. Tim Zambra, muz. Thy Disease) – 04:24
4. „Psycho Parasites” (sł. Tim Zambra, muz. Thy Disease) – 04:13
5. „Holographic Reality” (sł. Michał „Psycho” Senajko, muz. Thy Disease) – 04:20
6. „Corporate Cull” (sł. Tim Zambra, muz. Thy Disease) – 04:54
7. „Synthetic Messiah” (gościnnie śpiew: Michał „Psycho” Senajko, sł. Michał „Psycho” Senajko, muz. Thy Disease) – 03:33
8. „Drowning” (sł. Tim Zambra, muz. Thy Disease) – 04:33
9. „MK Ultra” (gościnnie śpiew: Adrian „Covan” Kowanek, sł. Tim Zambra, muz. Thy Disease) – 03:01
10. „Global Technocratic Prison” (sł. Tim Zambra, muz. Thy Disease) – 04:53